# Jasong
Jasong est un arrondissement de la province du Jagang en Corée du Nord situé le long du Yalou qui forme la frontière avec la Chine. Comme il se trouve dans la chaine des monts Rangnim, il est parsemé de nombreuses montagnes. Le Haksongsan culmine à 1275 mètres d'altitude et le Tomaebong à 1296 m. Les températures moyennes oscillent entre -21,1 °C en janvier et 22,7 °C en aout.

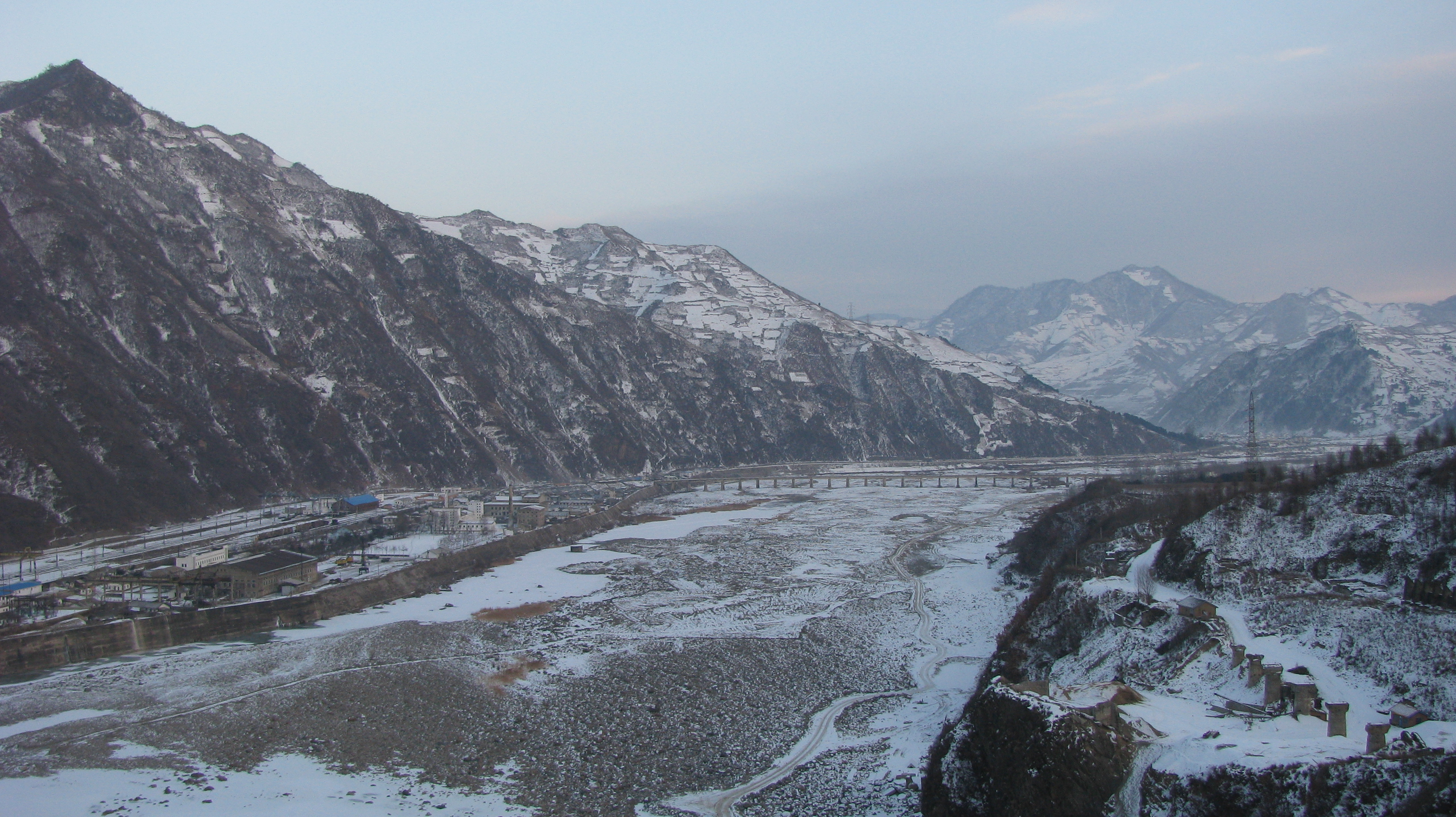
La vallée du Yalou vue depuis le barrage de Yunfeng avec Unbong sur la rive gauche.

Le barrage de Yunfeng barre le Yalou et y a formé un long lac. D'une capacité de 400 MW, sa construction s'est étalée de 1942 à 1945 et de 1959 à 1967.
L'arrondissement de Jasong était peuplé de 33 361 habitants en 1990 et de 50 939 hab en 2008. Il rassemble un bourg (up), deux districts de travailleurs (radongjagu ou bien gu) et 17 villages (ri) :
- Jasong-up (자성읍)
- Unbong-gu (운봉구)
- Yongwang-gu (연광구)
- Boptong-ri (법동리)
- Chajak-ri (자작리)
- Horye-ri (호례리)
- Hwajon-ri (화전리)
- Kujungyong-ri (구중영리)
- Kwanpyong-ri (관평리)
- Kwiin-ri (귀인리)
- Ryangdok-ri (량덕리)
- Ryusam-ri (류삼리)
- Samgo-ri (삼거리)
- Sangpyong-ri (상평리)
- Sinpung-ri (신풍리)
- Songam-ri (송암리)
- Suchim-ri (수침리)
- Taenam-ri (대남리)
- Yoksu-ri (역수리)
- Yonpung-ri (연풍리)

## Historique des députations de la circonscription de Chasŏng (454e)
- XIème législature (2003-2009) : Kang Tok Su (en chosŏn'gŭl : 강덕수)
- XIIème législature (2009-2014) : Kim Chul (en chosŏn'gŭl : 김 철 et en hanja : 金 哲)
- XIIIème législature (2014-2019) : Chang Sung Kuk (en chosŏn'gŭl : 장성국)